# بطولة العالم لسباقات فورمولا 1 موسم 1970
بطولة العالم لسباقات فورمولا 1 موسم 1970 عقدت في سنة 1970 م، وفاز بها جان ريندت (بالإنجليزية: Jochen Rindt)‏ من فريق لوتس (بالإنجليزية: Lotus)‏ بسيارته الكوزوورث (فورد). جان ريندت الذي بدأ السباق في الخط رقم 3 حصل على أفضل توقيت في الجولة 1 من السباق في أسرع لفة له. هذا السائق في المجموع حصد 45 نقطة.

## الوصلات الخارجية
- الموقع الرسمي للفورمولا 1